# Zoroaster macracantha
Zoroaster macracantha är en sjöstjärneart som beskrevs av Hubert Lyman Clark 1916. Zoroaster macracantha ingår i släktet Zoroaster och familjen Zoroasteridae. Inga underarter finns listade i Catalogue of Life.